# Diocèse de Kisii
 (mars 2019).
Le diocèse de Kisii (Dioecesis Kisiiana) est un siège de l'Église catholique suffragant de l'archidiocèse de Kisumu. En 2013, il comptait 582.000 baptisés sur 2.245.000 habitants. Il est actuellement tenu par Mgr Joseph Mairura Okemwa.

## Territoire
Le diocèse comprend les districts de Nyamira (Kisii du Nord), Kisii (Kisii central) et Gucha (Kisii du Sud) dans la province de Nyanza (Kenya).
Le siège épiscopal se trouve à Kisii, à la cathédrale Saint-Charles-Lwanga.
Le territoire est subdivisé en 18 paroisses.

## Histoire
Le diocèse est érigé le 21 mai 1960 par la bulle Divina Christi de Jean XXIII, recevant son territoire du diocèse de Kisumu (aujourd'hui archidiocèse). Au début, il est suffragant de l'archidiocèse de Nairobi.
Le 18 octobre 1993, il a cédé une portion de territoire à l'avantage du nouveau diocèse de Homa Bay.
Le 21 mai 1990, il fait partie de la province ecclésiastique de l'archidiocèse de Kisumu.

## Ordinaires
- 21 mai 1960-15 novembre 1969 : Maurice Otunga (Maurice Michaël Otunga)
- 15 novembre 1969-† 17 décembre 1993 : Tiberius Mugendi (Tiberius Charles Mugendi)
- 17 décembre 1993-19 décembre 1994 : siège vacant
- depuis le 19 décembre 1994 : Joseph Mairura Okemwa

## Statistiques
Selon l'Annuaire pontifical de 2014, le diocèse comptait en 2013 582 000 baptisés sur 2 245 000 habitants (25,9%) pour 53 prêtres, dont 46 diocésains et 7 réguliers, soit un prêtre pour 10 981 baptisés, avec 14 religieux et 200 religieuses répartis en 18 paroisses.

## Sources
- (en) Fiche du diocèse sur www.gcatholic.org
- (en) Fiche du diocèse sur le site de la conférence épiscopale du Kenya
- (la) Bulle Divina Christi, AAS 53 (1961), p. 97

- Cet article est partiellement ou en totalité issu de l'article intitulé « Liste des évêques de Kisii » (voir la liste des auteurs).